# 柳澤公夫
柳澤公夫（1948年9月26日—），筆名爲日语同音的，是日本漫畫家，代表作有《飛翔情侶》和《特命係長 只野仁》。 

## 生平
柳澤公夫於1948年出生於新潟縣五泉市的富裕家庭，自小學時期他便立志成為漫畫家。後入讀新潟縣村松高中，與動畫師近藤喜文同校並相識，二人同為藝術學會成員。畢業後入讀和光大學人文學院藝術史系，但因未知原因輟學，未有完成學位。 
於1970年以本名在《週刊少年Jump》中發行第一套作品短篇漫畫《嘮叨祖母》，正式出道，並於同年成為名漫畫家鳥居一義的助手。於1972年，他以本名柳澤公夫參加第四屆手塚治虫漫畫比賽中，獲得了榮譽提名獎。翌年，柳澤公夫於《週刊少年Jump》開始連載《成熟女人》系列，又在1975年該作結束後連載新系列《温泉男孩》。 
此後，柳澤公夫便開始在其他雜誌連載。於1976年5月，即《溫泉男孩》結束後的第二個月，他開始在《週刊少年Champion》中連載《月亮與烏龜》，並從1977年起，此系列在《週刊少年Champion》和《月刊少年Champion》同時連載。1978年，柳澤公夫在《週刊少年Magazine》開始連載愛情喜劇漫畫《飛翔情侶》，廣受讀者喜愛，一炮而紅，更憑藉此作贏得了該年度的講談社漫畫獎。 
成名後，柳澤公夫開始活躍於青年雜誌和男性周刊，撰寫愛情專欄，同時亦有繼續連載新作，包括《大公民》、《Good Girl》、《屬於瑠璃色的世代》等。2000年，柳澤公夫在《週刊現代》連載了長篇特務漫畫《特命係長 只野仁》系列，講述表面懶散無能的特派員只野仁，實為秘密替董事長清除麻煩的高手。此作再度獲得極高人氣，深受當時的讀者歡迎，亦分別於2003年和2010年改編成動畫和電影，是柳澤公夫唯一一部翻拍成動畫的作品。 此後，柳澤公夫只在2004年連載過《惡之華》一部短篇漫畫，在《特務長只野仁》連載完結後沒有再連載新作。於2011年，柳澤公夫正式宣布退休，出版了自傳《不知何故的人生》，回顧自己的漫畫家生涯。

## 作品

### 漫畫
| 作品名稱         | 連載日期                       |
| 嘮叨祖母         | 1970年                         |
| 成熟女人         | 1973年－1975年                 |
| 温泉男孩         | 1975年－1976年                 |
| 月亮與烏龜       | 1977年－1982年                 |
| 飛翔情侶         | 1978年－1981年                 |
| Good Girl        | 1981年－1984年                 |
| 啊！我的小橘子   | 1983年－1985年                 |
| 屬於瑠璃色的世代 | 1983年－1986年                 |
| 情婦             | 1984年－1991年                 |
| 100%             | 1988年－1992年                 |
| 大公民           | 2003年－2004年                 |
| 特命係長 只野仁  | 2000年－2001年、2002年－2007年 |
| 惡之華 悪の華    | 2004年－2005年                 |

### 著作
| 作品名稱       | 出版年份 | ISBN            |
| 不知何故的人生 | 2011年   | ISBN 4103316713 |

## 外部連結
- 柳澤公夫在動畫新聞網百科全書中的資料（英文）
- 柳澤公夫在互联网电影资料库（IMDb）上的資料（英文）
- 柳澤公夫的個人博客 （页面存档备份，存于）